# Limabamba (distrito)
Limabamba é um distrito peruano localizado na Província de Rodríguez de Mendoza, departamento Amazonas. Sua capital é a cidade de Limabamba.

## Transporte
O distrito de Limabamba não é servido pelo sistema de estradas terrestres do Peru.